# Samodzielna kompania czołgów rozpoznawczych
Samodzielna kompania czołgów rozpoznawczych – samodzielny pododdział czołgów Wojska Polskiego  wystawiony w mobilizacji alarmowej i walczący w kampanii wrześniowej 1939 w składzie wielkich jednostek piechoty.

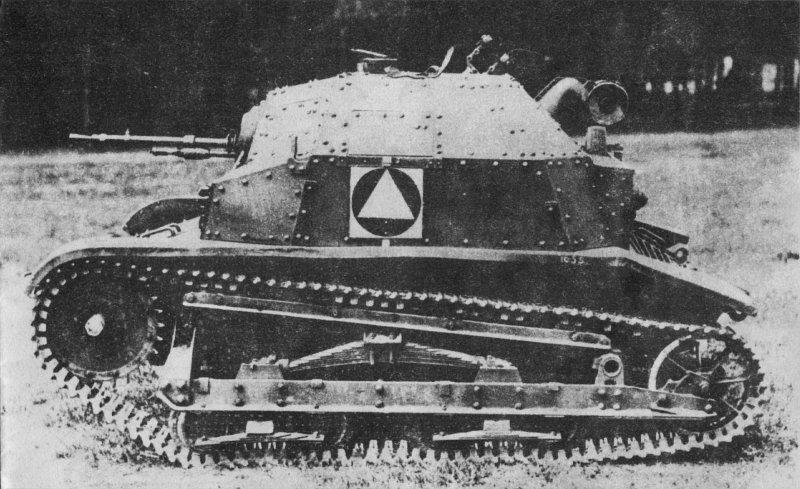
TKS -czołg podstawowy kompanii

## Przeznaczenie
We wrześniu 1939 zmobilizowano 15 takich kompanii, po 13 TK/ TKS (w tym dwa z przyczepkami towarzyszącymi patroli reperacyjnych).
Ze względu na bardzo słabe opancerzenie i uzbrojenie te 2,5-tonowe czołgi zasługiwały raczej na nazwę "tankietek".
Cechą charakterystyczną tankietek była jednak ich duża zwrotność i ruchliwość.
Wszystkie kompanie rozdzielono wzdłuż całego frontu do dyspozycji dowódców poszczególnych armii. W rezultacie równało się to przydziałowi pojedynczych kompanii do dywizji piechoty. Z prostej arytmetyki wyniku przy tym, że kompanii tych nie starczyło nawet dla połowy dywizji.
Tankietki wykorzystywane były przede wszystkim do działań rozpoznawczych. Jednakże, z powodu braku innego sprzętu, były często z dobrym skutkiem wykorzystywane do wsparcia ataków piechoty, a nawet do prowadzenia samodzielnych działań zaczepnych.  

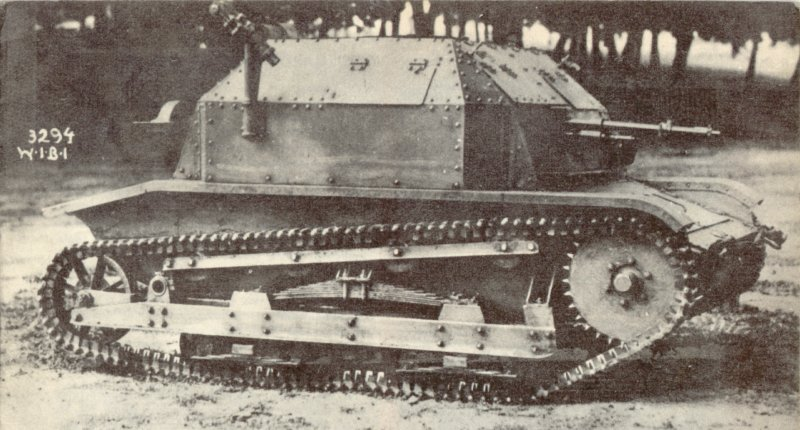
czołg TK-3

## Przydział kompanii w 1939
- Armia „Modlin” - 2
- Armia „Pomorze” - 1
- Armia „Poznań” - 4
- Armia „Łódź” - 5
- Armia „Kraków” - 3 (+ 1 w składzie 10BK)

## Etat kompanii czołgów rozpoznawczych

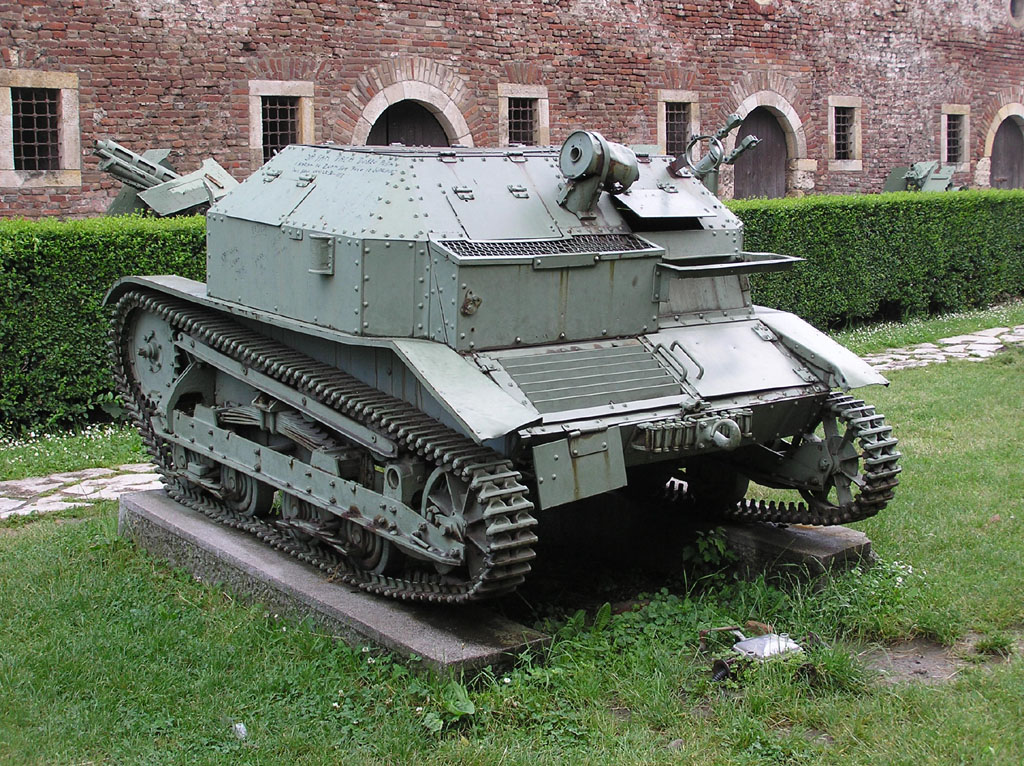
czołg TK-3

- dowódca kompanii
- poczet dowódcy
  - gońcy
  - sekcja pioniersko-gazowa
  - patrol sanitarny
- drużyna łączności
  - patrol radio (x 2)
  - patrol łączności z lotnikiem

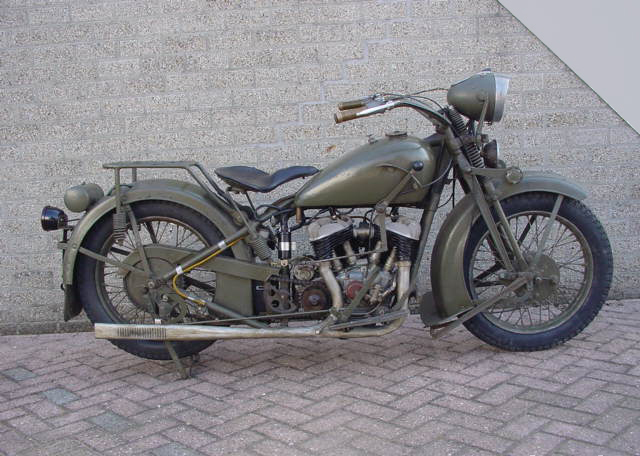
Motocykl Sokół 1000

Razem dowódca, poczet dowódcy, drużyna łączności:
1 oficer, 7 podoficerów, 21 szeregowców;
1 czołg, 1 samochód osobowo-terenowy, 2 samochody z radiostacjami N2/S, 2 furgony, 1 samochód sanitarny, 4 motocykle.

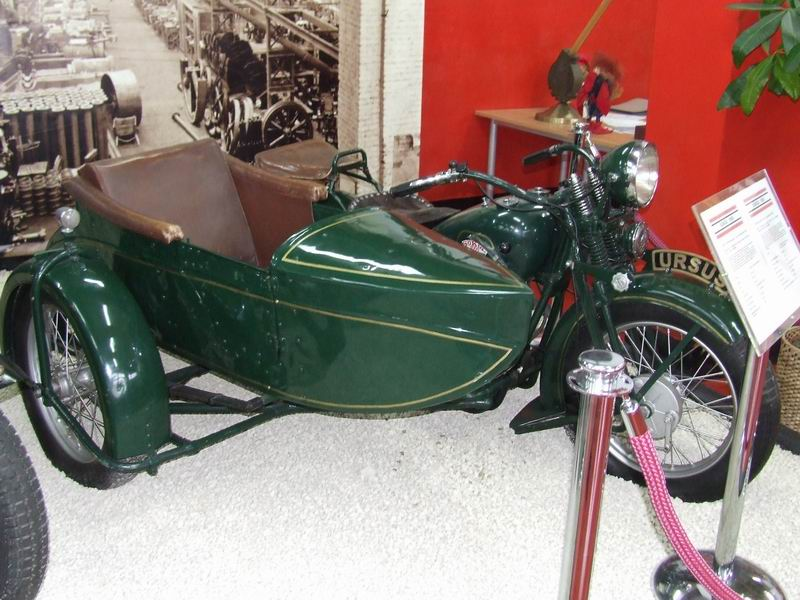
Sokół

uzbrojenie: 23 kbk z bagn., 2 pistolety, 5 bagnetów, 1 NKM (w czołgu, tylko w etacie niektórych kompanii, praktycznie zamiast niego stosowano ckm wz.25) 
- dwa plutony czołgów, w każdym:

1 oficer, 7 podoficerów, 7 szeregowców
6 czołgów
, 1 motocykl, przyczepa towarzysząca. Uzbrojenie (w każdym): 2 kbk z bagn., 12 pistoletów, 12 bagnetów, 2 NKM (w czołgach dowódców półplutonów, w etacie - praktycznie tylko niektórych kompaniach), 4 ckm (w czołgach).
- pluton techniczno -  gospodarczy[1]

- - drużyna techniczna
  - drużyna gospodarcza
  - załogi zapasowe
  - tabor

Razem w plutonie
1 oficer, 13 podoficerów, 18 szeregowców
5 samochodów ciężarowych, samochód-warsztat, cysterna (etatowo, ale etat dopuszczał zastosowanie samochodu ciężarowego z beczkami), 1 motocykl, 2 samochody do przewozu czołgów, 2 przyczepy na paliwo, 1 kuchnia polowa. Uzbrojenie: 26 kbk z bagn., 5 pistoletów, 5 bagnetów, 1 ckm (do OPL).
Ogółem w kompanii:
ludzie
4 oficerów, 34 podoficerów i 53 szeregowców.
wyposażenie:
- 13 czołgów rozpoznawczych TK-3 lub TKS
- 5 samochodów ciężarowych Polski Fiat 621L
- 1 terenowy samochód osobowy Polski Fiat 508 I (Łazik)
- 2 terenowe samochody osobowe Polski Fiat 508/518 z radiostacją
- 2 samochody Polski Fiat 508 I furgon (odkryty)
- 1 samochód sanitarny
- 1 samochód-warsztat
- 1 samochód-cysterna
- 5 motocykli z przyczepką Sokół 1000